# Antoine Pétrus
 (novembre 2019).
Si vous disposez d'ouvrages ou d'articles de référence ou si vous connaissez des sites web de qualité traitant du thème abordé ici, merci de compléter l'article en donnant les références utiles à sa vérifiabilité et en les liant à la section « Notes et références ».
 (juillet 2017).
Antoine Pétrus, né le 4 juillet 1983, est un chef sommelier français. Il est Meilleur Ouvrier de France sommellerie, Meilleur ouvrier de France Maître d'hôtel, et directeur général du groupe Taillevent.

## Biographie
Antoine Pétrus suit les cours du lycée hôtelier de Blois. Il est diplômé d'un BEP cuisine passé en candidat libre, d'un Bac Technologique et d'un BTS Cuisine et Art de la Table avec mention « Major de promotion Inter Académies ».
En 2002, son intérêt pour la sommellerie est renforcé par la rencontre avec Philippe Faure-Brac (Meilleur sommelier du monde 1992), Olivier Poussier (Meilleur sommelier du monde 2000) et David Biraud (Vice Meilleur Sommelier du Monde 2016) au Salon des Vins à Angers. S'ensuivent d'autres rencontres dans les vignobles de l'hexagone et à travers le monde, avec des vignerons comme Didier Dagueneau, Henri Bonneau, Nady Foucault, Emmanuel Reynaud ou encore Anselme Selosse du champagne Jacques Selosse. Il passe au « Château de Trédion » dans le Morbihan puis à la « Brasserie Le Sud » de Paul Bocuse, à Collonges-au-Mont-d'Or, où il est assistant chef sommelier auprès de John Euvrard « Meilleur Ouvrier de France 2007 Option Sommellerie ».
Il poursuit comme chef sommelier au Royal Barrière à Deauville à 20 ans, chez Lasserre à Paris et El Bulli de Ferran Adrià. Sur des périodes volontairement courtes, il effectue des stages avec Alain Ducasse au Plaza Athénée, au Louis 15 à Monaco et au Dorchester à Londres, également auprès de Jacques Lameloise à Chagny et à l'Auberge de l'Ill à Illhaeusern auprès de Serge Dubs (Meilleur sommelier du monde 1989).
En janvier 2007, il rejoint Les Ambassadeurs, le restaurant de l'Hôtel de Crillon, en qualité d'assistant chef sommelier où il accède au titre de « Meilleur jeune sommelier de France » et de « Sommelier de l'année 2008 » décerné par le magazine Le Chef. De 2009 à 2012, il est co-auteur du Guide des Vins de France édité par Gault et Millau. 
En 2011, il devient Meilleur ouvrier de France en sommellerie. La même année, il est promu directeur de salle du Restaurant Lasserre avec une trentaine de collaborateurs, et une cave de plus de 50 000 flacons. 2012 marque son arrivée au sein de l'équipe de dégustateurs du Guide Bettane Desseauve. Il est, depuis responsable des sélections pour la Vallée du Rhône Méridionale. 
En 2015, il rejoint le Domaine Clarence Dillon pour contribuer à l'ouverture de l’hôtel Dillon où siège Le Clarence, restaurant pour lequel il est le directeur de la restauration et le chef sommelier. Toujours à l’hôtel Dillon, il est consultant pour La Cave du Château.

## Collaboration
Antoine Pétrus est également associé entre 2006 et 2011 dans différentes sociétés à travers le monde ou il collabore à la création de cartes des vins et contribue à la formation des sommeliers de restaurant (Paris / New York / Singapour). 
Jusqu'en 2011, il est partie prenante dans la création du site et de la boutique Meilleurs Vins Bio à Paris pour lesquels il est responsable de la partie référencement et du choix des domaines viticoles. Le Carré des Vins, site spécialisé dans la vente de grands vins sur internet fait appel à lui pour la sélection de ses producteurs et pour la rédaction de fiches de dégustations de 2008 à 2015. En collaboration avec Christophe Abbet, il vinifie puis élève la cuvée Alchimie dans le Valais en Suisse. Une autre collaboration l'associe avec le Château La Font du Loup à Châteauneuf-du-Pape, pour une cuvée en 2012, élaborée de concert avec la famille Bachas et Philippe Cambie.

## Récompenses et distinctions
- 2006 : « Meilleur jeune sommelier d’Île de France » (Trophée Ruinart)
- 2007 : « Meilleur jeune sommelier de France » (Trophée Ruinart)
- 2008 : « Sommelier de l'année » par le Magazine Le Chef et finaliste du Meilleur Sommelier de France
- 2010 : « Finaliste du Meilleur Sommelier de France »
- 2011 :  Meilleur ouvrier de France - catégorie « Sommellerie »
- 2012 : « Finaliste du Meilleur Sommelier de France »
- 2014 : « 30 trentenaires qui comptent dans la gastronomie » par le site Atabula
- 2015 : « 7e des 30 trentenaires qui comptent dans la gastronomie » par le site Atabula
- 2016 : « Sommelier de l'année » par le Guide Pudlowski
- 2016 : « Meilleur Jeune Directeur de Salle » par le Guide Gault Millau
- 2016 : 10e des 50 trentenaires qui comptent dans la gastronomie » par le site Atabula / A venir
- 2018 : Meilleur Ouvrier de France - catégorie « Maître d'hôtel et Arts de la Table »